# Bitwa pod Kissingen
Bitwa pod Kissingen – starcie zbrojne, które miało miejsce 10 lipca 1866 pomiędzy siłami pruskimi a bawarskimi w czasie kampanii meńskiej, w ramach wojny prusko-austriackiej (1866).

## Sytuacja ogólna
Po porażce w bitwie pod Dermbach, wojska bawarskie wycofały się za rzekę Soława Frankońska. Tych pozycji postanowiono bronić i w razie sukcesu prowadzić nową ofensywę. Tymczasem wojska pruskie podjęły próbę przebicia się na drugi brzeg w celu kontynuacji własnej ofensywy. 10 lipca 1866 13. Dywizja gen. Augusta Karla von Goebena rozwinęła główne natarcie w rejonie Kissingen (obecnie Bad Kissingen). Jedyną przeprawę stanowił most, silnie broniony przez bawarskie oddziały wydzielone z VII Korpusu i dowodzone przez feldmarszałka Bawarii, Karola Bawarskiego.

## Bitwa
Główne siły von Goebena nadeszły od zachodu ok. 9:00 rano. W I fazie starcia przypuściły one atak na most pod Kissingen, ale zostały odparte i wróciły na pozycje wyjściowe. Jednocześnie jednak z 13. Dywizji wydzielono jedną z brygad pod dowództwem gen. Karla von Wrangla. W poszukiwaniu alternatywnej przeprawy brygada ta trafiła na inny most, na południe od miasta i powszechnie uznawany za zniszczony. Z tej racji jednak w ogóle nie obsadzony przez Bawarczyków. Prusacy uznali, że po moście można się przeprawić i po dłuższym czasie cała brygada znalazła się na lewym skrzydle sił VII Korpusu.
W ten sposób rozpoczęła się II faza bitwy. Uderzenie z flanki oddziałów von Wrankla oraz nowy atak od czoła, zmusiły Bawarczyków do odwrotu. Prusacy ok. godz. 13:00 opanowali Kissingen, a po ciężkich walkach także: cmentarz za miastem i miejscowość Winkels (ob. dzielnica Bad Kissingen) ok. 14:00. Wojska bawarskie, silnie się ostrzeliwując, wycofały się na wschód, na bardziej strome zbocza w pobliżu Nüdlingen, gdzie dotarły ok. 15:30. Przewidujący fldm. Karol wezwał jednak już wcześniej posiłki, którymi były odwody VII Korpusu. Teraz nadciągnęły one w rejon Nüdlingen od wschodu oraz od północy, na masyw Simberg – poza zasięgiem wzroku Prusaków.
Rozpoczęła się III faza bitwy: część wojska VII Korpusu przeszła masyw Simberg i ok. 17:00 spadła na zupełnie zaskoczonych żołnierzy pruskich z ich lewego skrzydła. Reszta Bawarczyków uderzyła od przodu. Już wtedy znaczna część wojsk Pruskich powróciła do Kissingen i w okolicy Winkels pozostały głównie oddziały von Wrankla. Po krótkiej walce w polu, siły pruskie rzuciły się do ucieczki, którą jednak opanowano już w Winkels. Tam też postanowiono się bronić, choć sytuacja wydawała się beznadziejna.
W desperackim kroku, oblężony von Wrankel nakazał ok. 19:45 ostatnią szarżę, w celu ratowania sytuacji lub wyjścia z bitwy z honorem. Decyzja ta okazała się wyjątkowo trafna, ponieważ oddziałom Karola zaczęło brakować amunicji. Żołnierze zdołali oddać tylko jedną salwę przeciwko atakującym Prusakom i musieli rozpocząć definitywny odwrót. Prusacy jednak nie zdecydowali na pogoń w ciemnościach i umożliwili Bawarczykom swobodny odwrót. W ten sposób bitwa dobiegła końca, przynosząc zwycięstwo Prusakom.

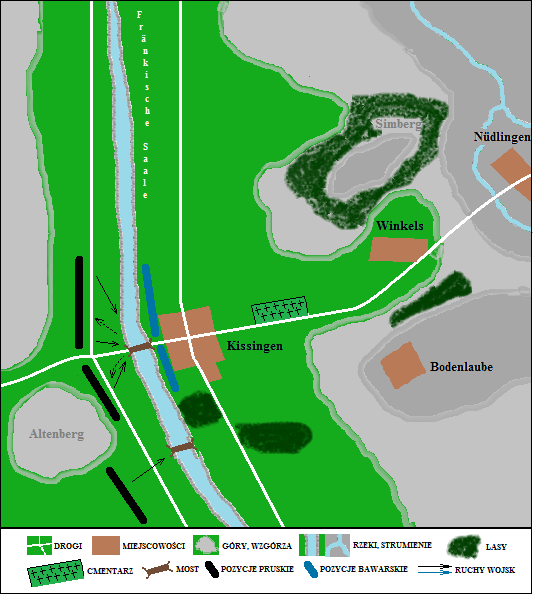
I faza
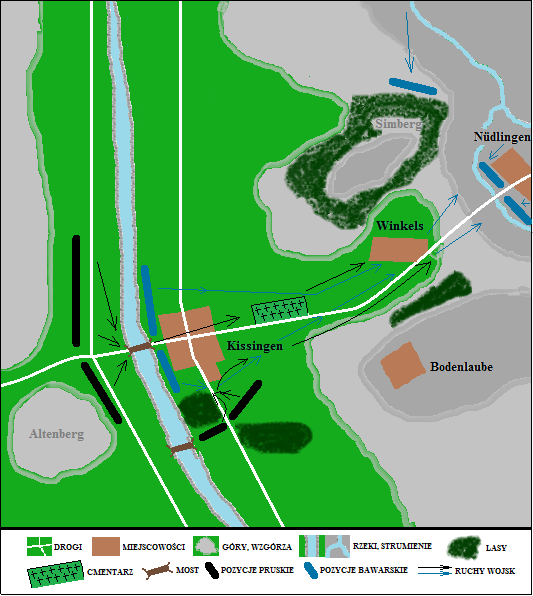
II faza
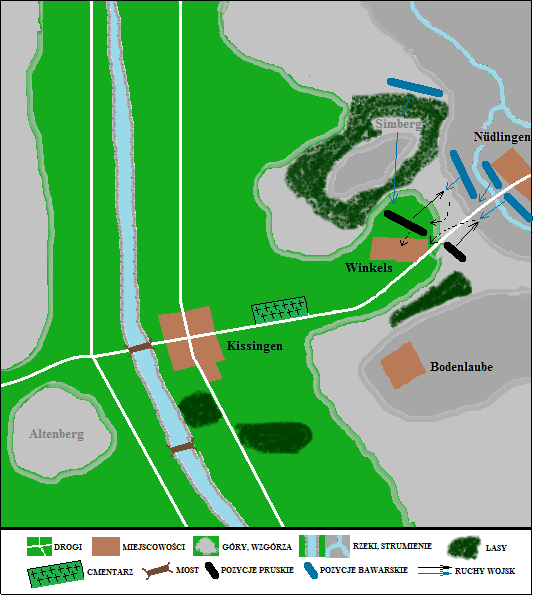
III faza
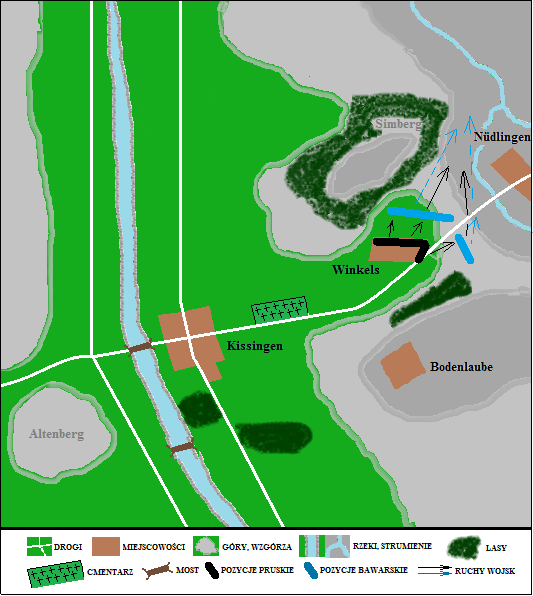
IV faza

## Skutki
Prusacy stracili 876 żołnierzy, a Bawarczycy 1252, z czego 540 trafiło do niewoli. Podczas walki zginął także jeden z bawarskich generałów – Oskar von Zoller, którego grób w Nüdlingen odwiedził cztery miesiące później król Ludwik II Wittelsbach. W wyniku bitwy, Prusacy utrzymali ofensywę i zmusili Bawarczyków do dalszego odwrotu. W ten sposób uniemożliwiono VII korpusowi współdziałanie z innymi korpusami Związku Niemieckiego. W dalszej perspektywie miało to kluczowe znaczenie dla losów wojny.